# Petrorossia albissima
Petrorossia albissima är en tvåvingeart som beskrevs av Zaitzev 1974. Petrorossia albissima ingår i släktet Petrorossia och familjen svävflugor. Inga underarter finns listade i Catalogue of Life.